# Mūša
El Mūša, (en letó Mūsa) és una riu que discorre pel nord de Lituània i el sud de Letònia, concretament a la regió de Semigalia, i que té la seva confluència amb el riu Nemunėlis (en letó, Mēmele) a Letònia, prop de la ciutat de Bauska. El Mūša és un afluent del riu Lielupe. Té 164 quilòmetres de llarg, dels quals 146 transcorren a Lituània i els 18 restants a Letònia.